# Шеріл Лі Ральф
Шеріл Лі Ральф (англ. Sheryl Lee Ralph; нар. 30 грудня 1956) — американська акторка та співачка.

## Життєпис
Шеріл Лі Ральф народилася 1956 року у Вотербері, Коннектикут, у сім'ї батька-афроамериканця та матері-ямайки. У 1973 році була коронована як «Miss Black Teen-age» в Нью-Йорку . У 19-річному віці вступила до Рутгерського університету. Спочатку планувала вивчати медицину, але після контакту з трупами та виграної стипендії в Американському театральному коледжі полишила університет. У 2003 році стала спікеркою класу в Рутгерському університеті. Ральф одружується з сенатором від штату Пенсільванія Вінсентом Г'юзом.

## Кар'єра
У 1982 році Ральф з'явилася в мюзиклі «Дівчина мрії» у ролі Діни Джонс, за яку вона була номінована на премію Тоні. У 1984 році вона випустила свій єдиний альбом In the Evening, який посів 6-те місце в чартах Billboard. У 1988 році озвучила Риту в мультфільмі « Олівер та компанія». Її дебютною роллю стала дружина героя Дензела Вашингтона у фільмі «Магутний Квін». У 1991 році Ральф знялася в ролі коханки у фільмі « Коханка». Пізніше вона з'явилася в таких фільмах, як « Флінтстоуни», «Стримування» та «Безмовне кохання».
На телебаченні Ральф відома за роллю Джинджер Сент-Джеймс у телесеріалі «Це життя», Етьєн Туссен-Був'є у « Створюючи жінку», Ді Мітчел у ситкомі «Моеша», а потім у « Лізі Справедливості» та «Безмежній лізі Справедливості». У червні 2000 року Ральф подала до суду на таблоїд The National Enquirer за статтю про неї та чоловіка. 16 червня 2009 року було оголошено, що Ральф приєднується до акторського складу Бродвейського мюзиклу « Клуб перших дружин». Вона замінила акторку Адріану Ленокс, яка вийшла із проєкту через проблеми зі здоров'ям.

## Фільмографія

### Кіно
- Частина грошей (1977)
- Олівер та компанія (1988) (озвучування)
- Могутній Квін (1989)
- Високоповажний джентльмен (1992)
- Дій, сестро 2: Знову за старе (1993)
- Тягар білої людини (1995)
- Богус (1996)
- Стримування (1999)
- Сестри по степу (2018)
- Афера по-голлівудськи (2020)
- Молода дружина (2023)

### Телебачення
- Хороші новини (1978)
- Здивована жінка (1979)
- Це життя (1986—1989)
- Створюючи жінку (1992—1993)
- Моеша (1996—2001)
- Ліга справедливості (2001)
- Проект «Дженні» (2001)
- Смак кохання (2008)
- Ханна Монтана (2008)
- Дві дівчини на мілині (2014)
- Думати як злочинець (2016)
- Сім'я (2019)
- Початкова школа Ебботт (2021)

### Відеоігри
| Рік  | Назва      | Роль           | Примітки |
| ---- | ---------- | -------------- | -------- |
| 2010 | BioShock 2 | Грейс Голловей | голос    |

## Дискографія

### Альбоми
In the Evening (1984, The New York Music Company)
1. You're So Romantic (4:38)
2. «In the Evening» (3:50)
3. «Give Me Love» (3:34)
4. «Еволюція» (4:02)
5. «Back to Being in Love» (3:01)
6. «Be Somebody» (3:35)
7. «I'm Your Kind of Girl» (3:55)
8. «BABY» (3:15)
9. «Ready or Not» (3:46)
10. «I'm So Glad That We Met» (3:56)

Продюсер та аранжувальник Тревор Лоуренс

### Сингли
- In The Evening (1984)
- You're So Romantic (1985)
- In the Evening (Remix) (1996)
- Evolution (Remix) (1998)
- Here Comes the Rain Again (1999)

## Премії та номінації
| Рік  | Нагорода                          | Категорія                                                              | Номінована робота      | Результат |
| ---- | --------------------------------- | ---------------------------------------------------------------------- | ---------------------- | --------- |
| 1982 | Тоні                              | Премія «Тоні» за найкращу жіночу роль у мюзиклі                        | Дівчата мрії           | Номінація |
| 1982 | Драма Деск                        | Видатна актриса в мюзиклі                                              | Дівчата мрії           | Номінація |
| 1989 | NAACP Image Award                 | Видатна жіноча роль у кінофільмі                                       | Могутня Квінн          | Номінація |
| 1990 | Незалежний дух                    | Найкраща жіноча роль другого плану                                     | Спати зі злістю        | Перемога  |
| 1998 | NAACP Image Awards                | Найкраща актриса другого плану в комедійному серіалі                   | Моєша                  | Номінація |
| 1999 | NAACP Image Awards                | Найкраща актриса другого плану в комедійному серіалі                   | Моєша                  | Номінація |
| 2000 | NAACP Image Awards                | Найкраща актриса другого плану в комедійному серіалі                   | Моєша                  | Номінація |
| 2001 | NAACP Image Awards                | Найкраща актриса другого плану в комедійному серіалі                   | Моєша                  | Номінація |
| 2001 | Black Reel Awards                 | Видатна жіноча роль другого плану                                      | Стримування            | Номінація |
| 2002 | NAACP Image Awards                | Найкраща актриса другого плану в комедійному серіалі                   | Moesha                 | Номінація |
| 2022 | Еммі                              | Найкраща жіноча роль другого плану у комедійному телесеріалі           | Початкова школа Ебботт | Перемога  |
| 2022 | Creative Coalition                | TV Humanitarian Award                                                  | Herself                | Перемога  |
| 2022 | Elizabeth Taylor AIDS Foundation  | Elizabeth Taylor Commitment to End AIDS Award                          | Herself                | Перемога  |
| 2023 | Золотий глобус                    | Найкраща жіноча роль другого плану серіалу, мінісеріалу або телефільму | Abbott Elementary      | Номінація |
| 2023 | Independent Spirit Awards         | Best Supporting Performance in a New Scripted Series                   | Abbott Elementary      | Номінація |
| 2023 | NAACP Image Awards                | Outstanding Supporting Actress in a Comedy Series                      | Abbott Elementary      | Номінація |
| 2023 | Critics' Choice Television Awards | Best Supporting Actress in a Comedy Series                             | Abbott Elementary      | Перемога  |
| 2023 | Премія Гільдії кіноакторів США    | Найкращий акторський склад у комедійному серіалі                       | Abbott Elementary      | Перемога  |